# Walter Lassally
Walter Lassally (n. 18 decembrie 1926, Berlin, Republica de la Weimar – d. 23 octombrie 2017, Creta, Creta⁠(d), Grecia) a fost un director de imagine britanic, născut în Germania.

## Viața și activitatea
Walter Lassally s-a născut la Berlin, Germania, și s-a mutat în Anglia în 1939. El a fost asociat cu mișcarea Free Cinema din anii '50 și cu Noul Val Britanic de la începutul anilor '60. Activitatea sa din anii '60 a fost bine cunoscută pentru participarea la proiectele regizate de Tony Richardson. De asemenea, el a lucrat cu regizorul grec Michael Cacoyannis între 1956 și 1967, și cu James Ivory în anii '70 și '80. A locuit în apropiere de Chania, în insula Creta, unde a fost turnat filmul Zorba Grecul în 1963.
Autobiografia sa, Itinerant Cameraman, a fost publicată în 1987. El este prezentat în cartea Conversations With Cinematographers de David A. Ellis, publicată de Scarecrow Press în 2011.
Și-a făcut debutul ca actor în filmul Before Midnight (2013) regizat de Richard Linklater, în care a interpretat rolul unui bătrân scriitor britanic care s-a stabilit în Grecia.

## Premii
- 1964 - Premiul Oscar pentru cea mai bună imagine (alb-negru) pentru Zorba Grecul (1964). Statueta primită cu acest prilej s-a topit în timpul unui incendiu ce a avut loc la Restaurantul Christiana, în noaptea de 1 ianuarie 2012.

- 2008 - Premiul pentru întreaga carieră al American Society of Cinematographers (ASC), prezentat la cea de-a 22-a ediție a Galei Premiilor Anuale ASC celebrate pe 26 ianuarie 2008, la Hollywood și în sala de bal Highland din Los Angeles.

## Filmografie
- Passing Stranger (1954)
- Another Sky (1954)
- A Girl in Black (1956)
- A Matter of Dignity (1956)
- The Day Shall Dawn (1959)
- Our Last Spring (1960)
- Madelena (1960)
- Wild for Kicks (1960)
- Alice in the Navy (1961)
- A Taste of Honey (1961)
- Electra (1962)
- The Loneliness of the Long Distance Runner (1962)
- Tom Jones (1963)
- Psyche 59 (1964)
- Zorba Grecul (1964) - câștigător al unui Premiu Oscar
- The Day the Fish Came Out (1967)
- Open Letter (1967)
- Oedipus the King (1968)
- Joanna (1968)
- Assignment Skybolt (1968)
- Three Into Two Won't Go (1969)
- The Adding Machine (1969)
- Lola (1970)
- Something for Everyone (1970)
- Savages (1972)
- To Kill a Clown (1972)
- Visions of Eight (1973) (o secvență: „The Highest”)
- Happy Mother's Day, Love George (1973)
- Malachi's Cove (1973)
- The Wild Party (1975)
- Autobiography of a Princess (1975)
- The Clown (1976)
- Pleasantville (1976) [8]
- Attempted Flight (1976)
- The Woman Across the Way (1978)
- The Great Bank Hoax (1978)
- Something Short of Paradise (1979)
- The Pilot (1980)
- The Blood of Hussain (1980)
- Angels of Iron (1981)
- Memoirs of a Survivor (1981)
- Tuxedo Warrior (1982)
- Heat and Dust (1983) - nominalizat la Premiul BAFTA
- Private School (1983)
- The Bostonians (1984) - nominalizat la Premiul British Society of Cinematographers
- The Case of Marcel Duchamp (1984)
- Indian Summer (1987)
- The Perfect Murder (1988)
- The Deceivers (1988)
- Fragments of Isabella (1989)
- Diary of a Madman (1990) [9]
- The Ballad of the Sad Cafe (1991)
- The Little Dolphins (1993)
- Crescent Heart (2001)